# Грицовский
Грицо́вский — посёлок (в 1965—2014 гг. — посёлок городского типа) в Венёвском районе Тульской области России.
В рамках административно-территориального устройства входит в  Бельковский сельский округ Венёвского района, в рамках организации местного самоуправления является центром сельского поселения Грицовское.

## География
Расположен в 40 км от райцентра — города Венёв.

## Население
| 1970  | 1979  | 1989  | 2002  | 2009  | 2010  | 2012  |
| ----- | ----- | ----- | ----- | ----- | ----- | ----- |
| 2996  | ↗7174 | ↗7720 | ↘6759 | ↘6409 | ↘6192 | ↘6059 |
| 2013  | 2014  | 2021  |       |       |       |       |
| ↘5936 | ↘5877 | ↘5630 |       |       |       |       |

## История
Основан в 1954 году как горняцкий посёлок Грызловской шахты № 2. Название Грицовский произошло от расположенной в 1 км от посёлка станции Грицово. В соответствии с решением Тульского облисполкома от 21 декабря 1965 года посёлок Грицовский получил статус посёлка городского типа (рабочего посёлка). С 2006 до 2014 гг. образовывал городское поселение рабочий посёлок Грицовский. В 2014 году преобразован в сельский населённый пункт и включён в Бельковский сельский округ в рамках административно-территориального устройства, а в рамках организации местного самоуправления стал центром сельского поселения Грицовское.

## Экономика
Рядом с посёлком ранее велась добыча бурого угля, нынче здесь находится филиал завода холодильников (ПЗХ, г. Подольск).

## Культура
В посёлке расположены областной госпиталь для ветеранов войны и труда, средняя и музыкальная школы.